# روبرت إل. أيشلبيرغر
روبرت إل. أيشلبيرغر (بالإنجليزية: Robert L. Eichelberger)‏ هو عسكري أمريكي، ولد في 9 مارس 1886 في يوربانا في الولايات المتحدة، وتوفي في 26 سبتمبر 1961 في آشفيل في الولايات المتحدة.

## وصلات خارجية
- روبرت إل. أيشلبيرغر على موقع IMDb (الإنجليزية)
- روبرت إل. أيشلبيرغر على موقع الموسوعة البريطانية (الإنجليزية)